# Rezerwat przyrody Góry Gorzkowskie
Rezerwat przyrody Góry Gorzkowskie – rezerwat przyrody o powierzchni 135,03 ha położony w gminie Janów (województwo śląskie) na terenie Nadleśnictwa Złoty Potok, w granicach obszaru Natura 2000 Ostoja Złotopotocka oraz na terenie Parku Krajobrazowego Orlich Gniazd. 
Rezerwat powstał w celu zachowania siedlisk lasów bukowych w podtypie sudeckim oraz ciepłolubnej buczyny storczykowej w odmianie małopolskiej i wapiennych wychodni skalnych. Charakteryzują go silnie nachylone zbocza doliny i partie szczytowe wzniesienia z licznymi wychodniami skalnymi pokrytymi cennymi zbiorowiskami roślin, z udziałem m.in. paproci oraz gatunków chronionych tj. wawrzynek wilczełyko, buławnik wielkokwiatowy, miodownik melisowaty. 
Fauna rezerwatu obejmuje gatunki leśne związane z starodrzewami, tj. popielica szara, siniak, dzięcioły średni i zielonosiwy.
Rezerwat stanowi dobrą reprezentację zróżnicowania lasów liściastych typowych dla północnej części Wyżyny Krakowsko-Częstochowskiej. 
Otulina rezerwatu obejmuje obszar o powierzchni 185,76 ha.